# 埃利亚斯·康斯坦蒂诺·佩雷拉·菲略
埃利亚斯·康斯坦蒂诺·佩雷拉·菲略（Elias Constantino Pereira Filho，1987年2月13日—），简称埃利亚斯（Elias），是一名巴西职业足球运动员，现在效力于中国足球超级联赛球队江苏舜天。

## 俱乐部生涯
2010年，埃利亚斯加盟雷森迪，主要为球队在州联赛出场，而在国内联赛开赛时则被租借到高级别球队。2010至2013年期间，他先后被租借于卡希亚斯、马杜雷拉、巴伊亚和博塔弗戈。他在2013赛季巴甲联赛出场25次，射进10球。
2014年2月，埃利亚斯加盟中国足球超级联赛球队江苏舜天。